# Never for Ever

Never for Ever (с англ. — «Никогда навсегда») — третий студийный альбом английской певицы и автора песен Кейт Буш, выпущенный 8 сентября 1980 года компанией EMI Records. Это был первый альбом Буш, занявший первое место в чарте UK Albums Chart, а также первый альбом британской сольной исполнительницы, возглавивший UK Albums Chart, а также первый альбом любой сольной исполнительницы, вошедший в чарт под номером 1. С тех пор он получил статус «золотого» от BPI. В него вошли синглы, вошедшие в двадцатку лучших в Великобритании: «Breathing», «Army Dreamers» и «Babooshka», последний из которых стал одним из самых больших хитов Буш. Буш выступила сопродюсером альбома вместе с Джоном Келли.

## Об альбоме
Never for Ever получился более стилистически разнообразным, чем первые два альбома Буш — The Kick Inside и Lionheart. При написании материала для этого диска Кейт Буш впервые пользовалась преимущественно синтезатором и ритм-компьютером (до этого она всегда сначала записывала демоверсии, аккомпанируя себе на фортепиано).
Все три композиции с этого альбома, выпущенные в качестве синглов («Breathing», «Babooshka» и «Army Dreamers»), вошли в Топ-20 британского хит-парада.
Never for Ever пока является единственным студийным альбомом Кейт Буш, название которого не связано ни с одной из содержащихся в нём композиций. Виниловый диск Never for Ever (болгарского производства) единственный из всех альбомов Кейт Буш широко продавался в СССР.
Композиция «Blow Away (For Bill)» посвящена памяти постановщика света Билла Даффилда, погибшего в первый день единственного концертного турне Кейт Буш The Tour of Life. Песня «The Wedding List» вдохновлена фильмом французского режиссёра Франсуа Трюффо «Невеста была в чёрном» (1968) по одноимённому роману Корнелла Вулрича (1940). Композиция «The Infant Kiss» написана под впечатлением от мистической драмы британского режиссёра Джека Клейтона «Невинные» (1961) по повести Генри Джеймса «Поворот винта» (1898).

## Список композиций
Автор песен (музыки и стихов) — Кейт Буш.
1. «Babooshka» — 3:20
2. «Delius (Song of Summer)» — 2:51
3. «Blow Away (For Bill)» — 3:33
4. «All We Ever Look For» — 3:47
5. «Egypt» — 4:10
6. «The Wedding List» — 4:15
7. «Violin» — 3:15
8. «The Infant Kiss» — 2:50
9. «Night Scented Stock» — 0:51
10. «Army Dreamers» — 2:55
11. «Breathing» — 5:29

## Чарты
| Чарт (1980)                                           | Высшая позиция |
| ----------------------------------------------------- | -------------- |
| Австралия (Australian Kent Music Report Albums Chart) | 7              |
| Канада (Canadian RPM Albums Chart)                    | 44             |
| Нидерланды (Dutch Mega Albums Chart)                  | 4              |
| Франция (French SNEP Albums Chart)                    | 1              |
| Израиль (Israeli Albums Chart)                        | 5              |
| Япония (Japanese Oricon LPs Chart)                    | 40             |
| Новая Зеландия (New Zealand Albums Chart)             | 31             |
| Норвегия (Norwegian VG-lista Albums Chart)            | 2              |
| Швеция (Swedish Albums Chart)                         | 16             |
| Великобритания (UK Albums Chart)                      | 1              |
| Германия (West German Media Control Albums Chart)     | 5              |

## Сертификации и продажи
| Регион                                                      | Сертификация | Продажи  |
| ----------------------------------------------------------- | ------------ | -------- |
| Канада (Music Canada)                                       | Платиновый   | 100 000^ |
| Франция (SNEP)                                              | Золотой      | 299,600  |
| Германия (BVMI)                                             | Золотой      | 250 000^ |
| Japan (Oricon Charts)                                       | —            | 17,910   |
| Нидерланды (NVPI)                                           | Золотой      | 50 000^  |
| Великобритания (BPI)                                        | Золотой      | 100 000^ |
| США                                                         | —            | 39,000   |
| ^ Данные о тиражах приведены только на основе сертификации. |              |          |